# West (Zwickau)
West ist ein Stadtbezirk von Zwickau und liegt im Westen von Zwickau.
Dazu gehören die Stadtteile Geb. Reichenb. Str. (Freiheitssiedlung), Marienthal Ost, Marienthal West und Brand.